# Hornostaje
Hornostaje [xɔrnɔsˈtajɛ] est un village polonais de la gmina de Mońki dans le powiat de Mońki et dans la voïvodie de Podlachie. Il se situe à environ 6 kilomètres au nord de Mońki et à 45 kilomètres au nord-ouest de Białystok. 